# Guido Boni
Guido Boni (Vicchio, 7 de fevereiro de 1892 — Gattaia di Vicchio, 15 de dezembro de 1956) foi um ginasta italiano que competiu em provas de ginástica artística pela nação.
Boni é o detentor de uma medalha olímpica, conquistada na edição de 1912, nos Jogos de Estocolmo. Na ocasião, foi o vencedor da prova coletiva ao lado de seus dezessete companheiros de equipe, quando derrotaram as seleções da Hungria e Reino Unido.